# Sobremazas
Sobremazas es una localidad del municipio de Medio Cudeyo (Cantabria, España). En el año 2008 contaba con una población de 274 habitantes (INE). La localidad se encuentra a 80 metros de altitud sobre el nivel del mar, y a 2,7 kilómetros de la capital municipal, Valdecilla. En esta localidad hay un árbol singular, el «Castaño de Sobremazas».

## Patrimonio
De su patrimonio civil destaca la Casa Solariega de los Cuetos, perteneciente a la familia Cuetos, ya que en Sobremazas dicha familia tenía su señorío. La casa fue declarada Bien de Interés Cultural en 1984. También es de interés la Casona de los Portilla y las antiguas las Escuelas de San Clemente y Santa, construidas estas últimas por Joaquín Rucoba.